# John McCormick (militair)
John E. McCormick (Scranton, 2 augustus 1921 - Zevenhuizen, 29 april 1945) was een Amerikaanse zijluikschutter. Na dat zijn vliegtuig was neergeschoten maakte hij in de laatste maanden van de oorlog deel uit van het Nederlands verzet.

## Levensloop
McCormick werd geboren in de Amerikaanse staat Pennsylvania en groeide op als enig kind van een Amerikaanse moeder en Ierse vader in een klein gezin. Al op jonge leeftijd overleed zijn moeder. Als kind wenste hij al om piloot te worden. Na vier jaar op de high school te hebben gezeten besloot hij op 11 april 1942 tijdens de Tweede Wereldoorlog het leger in te gaan. Hij meldde zich aan bij de Amerikaanse luchtmacht. Hij werd naar Harlingen gestuurd voor een schuttersopleiding. Hierna werd hij gevraagd instructeur te worden op de Gunnery Instructor School in Fort Myers. Deze opdracht zou hij van 24 april tot 12 juni 1943 vervullen. Daarna keerde hij terug naar Texas. Daar zou hij verdergaan met klaarstomen van jonge zijluikschutters.
In 1944 vertrekt hij naar Engeland om actief deel te nemen aan de gevechten. Op 22 februari 1945 moet zijn vliegtuig een noodlanding maken in Zoeterwoude waar de negen bemanningsleden op de vlucht slaan voor de Duitse soldaten. Vier bemanningsleden worden krijgsgevangen gemaakt, vier andere kunnen onderduiken tot het einde van de oorlog. McCormick sluit zich aan bij het plaatselijke verzet en neemt deel aan verzetsacties.
Op 29 april 1945 wordt het jachthuis waar het verzet bijeenkwam overvallen door soldaten waarbij hij door een kogel in zijn hoofd werd geraakt. Hij overleed op 23-jarige leeftijd. McCormick wordt samen met verzetsleider Jacob van Rij op 4 mei tijdelijk begraven in Zevenhuizen. Op 31 oktober 1945 worden zij met militaire eer herbegraven naast de Oude Kerk in Zoetermeer in de Dorpsstraat van Zoetermeer. Daar is het oorlogsmonument Hun vaderland getrouwe geplaatst.

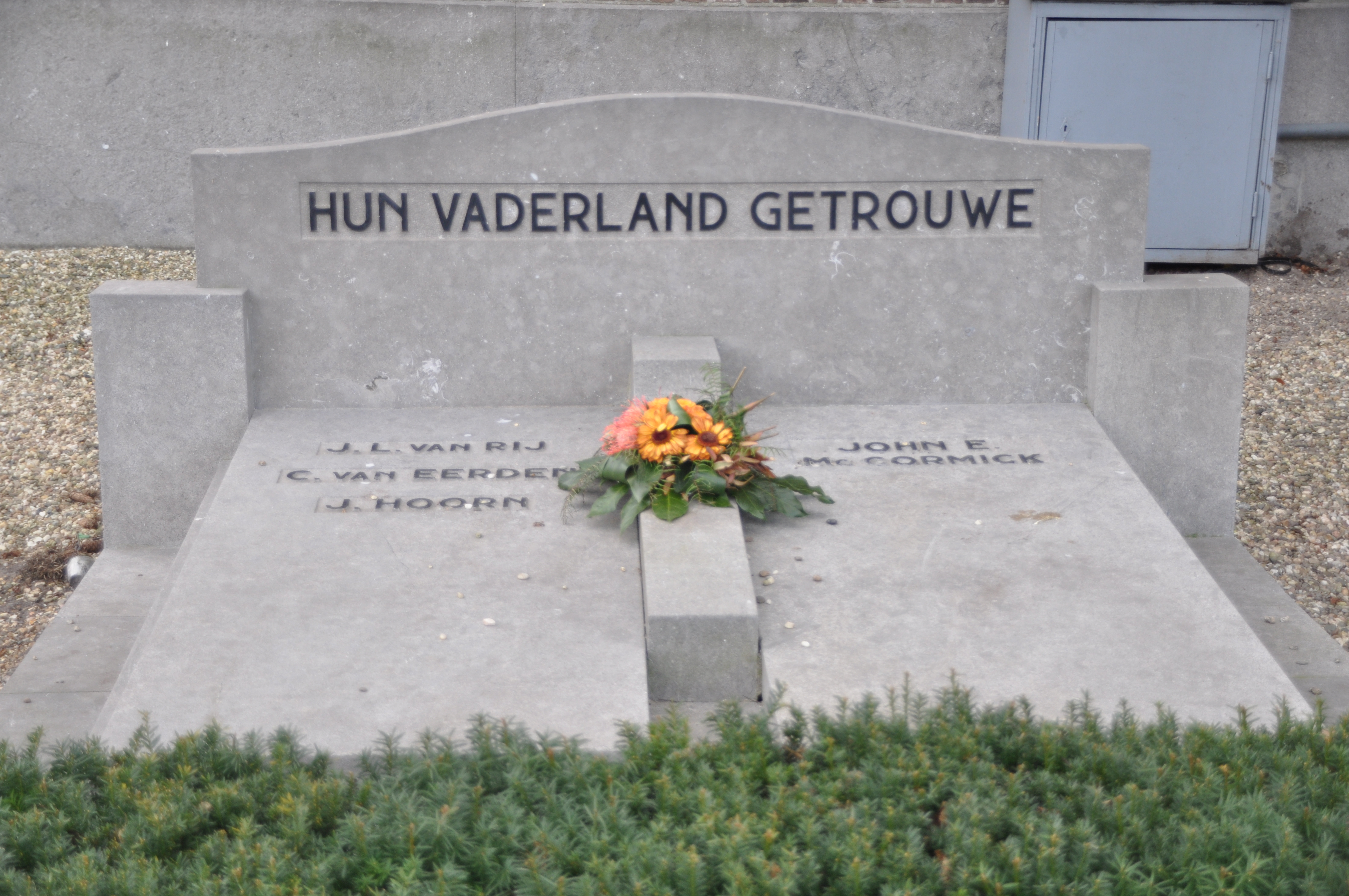
Monument bij de Oude Kerk